# Max Rieger (Musiker)

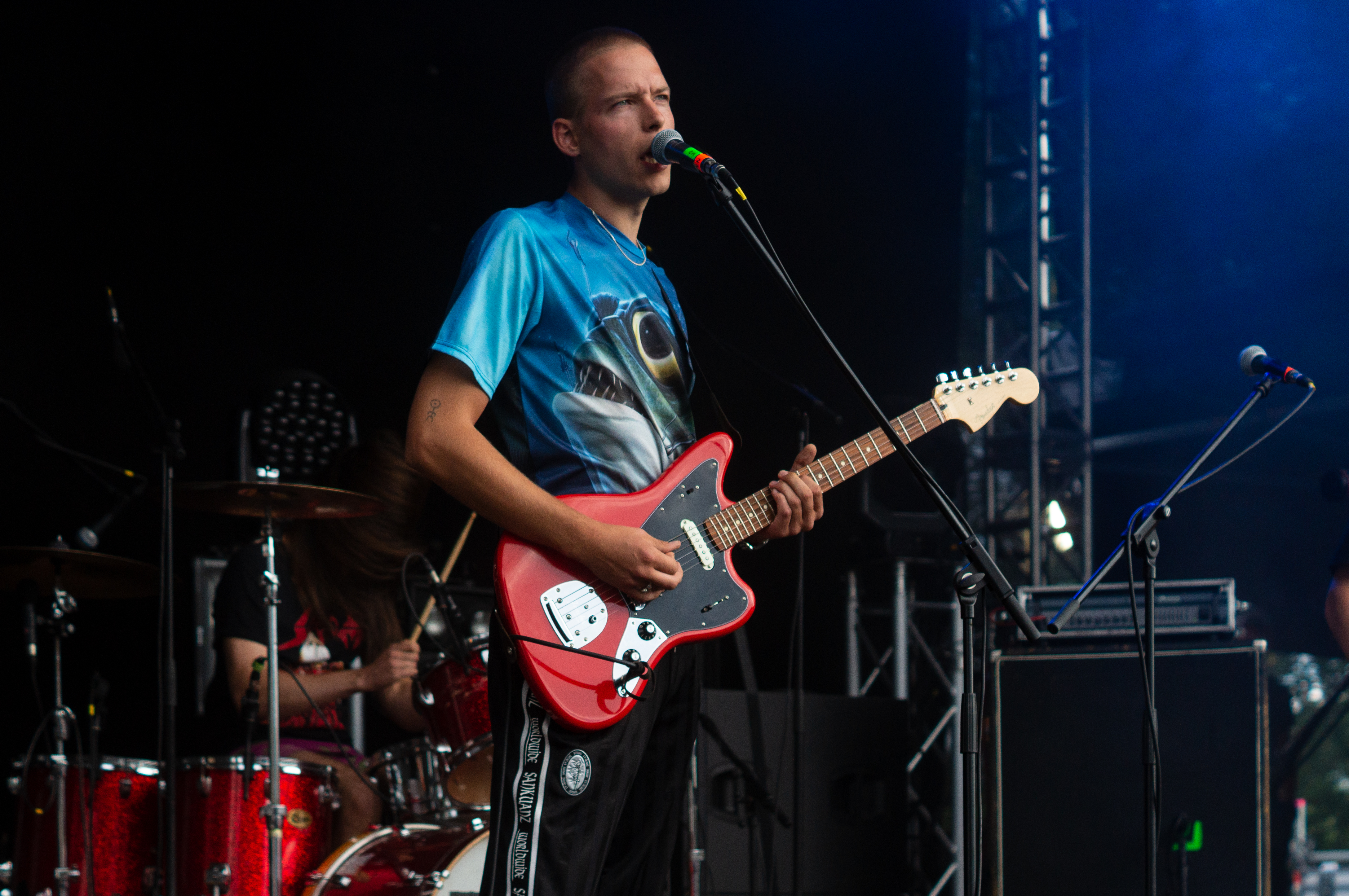
Max Rieger auf dem Kosmonaut Festival 2019

Max Rieger (* 10. Februar 1993) ist ein deutscher Singer-Songwriter, Musiker und Produzent. Er ist Sänger und Gitarrist der Band Die Nerven.

## Leben
Rieger kommt aus der Nähe von Stuttgart und besuchte das Gymnasium Plochingen und die Max-Eyth-Schule Stuttgart. Als Jugendlicher brachte er sich das Gitarrespielen selbst bei. Anfang 2010 gründete er in Esslingen am Neckar gemeinsam mit Julian Knoth die Band Die Nerven. 2014 gelang der Band der Durchbruch. Ende 2010 war Rieger an der Gründung der Band Die Selektion beteiligt. 2012 verließ er die Band, um sich auf Die Nerven zu konzentrieren. Unter dem Pseudonym All Diese Gewalt veröffentlichte er bisher fünf Solo-Alben (Kein Punkt wird mehr fixiert 2014, Welt in Klammern 2016, Welt in Klammern (Addendum) 2017, Andere 2020 und Alles ist nur Übergang 2023). Andere ist sein erstes Soloprojekt in Zusammenarbeit mit Glitterhouse Records. Er ist zudem Teil des Experimental-Trios Jauche und veröffentlicht unter seinem Pseudonym Obstler Black Metal. Er ist außerdem als Musikproduzent (u. a. Casper, Drangsal, Friends of Gas und Ilgen-Nur) tätig. 
Rieger lebt in Berlin, nachdem er zwischenzeitlich in Leipzig gelebt hatte.